# Wilhelm Landig
Wilhelm Landig (1909-1997) fue un escritor austriaco de ciencia ficción afiliado al partido nazi.

## Obras
En francés
- Combat pour Thulé, éditions Auda Isarn
- Le Temps des loups, éditions Auda Isarn
- Les Rebelles de Thulé, éditions Auda Isarn

En alemán
- Götzen gegen Thule
- Rebellen für Thule
- Das Erbe von Atlantis
- Wolfszeit um Thule